# フルブライト・プログラム
フルブライト・プログラム (Fulbright Program) は、アメリカ合衆国の学者、教育者、大学院生、研究者、各種専門家を対象とした国際交換プログラムと奨学金制度のフルブライト奨学金 (Fulbright Fellowships and Fulbright Scholarships) の総称。

## 概要
アメリカ合衆国上院議員J・ウィリアム・フルブライトが提案して「世界各国の相互理解を高める為」1946年に設立。
提携国機関と共に企画する49のフルブライト委員会 (Fulbright commissions) と各国のアメリカ大使館および協力機関が現在運営している。
- 出資 - アメリカ合衆国国務省教育文化局 (Bureau of Educational and Cultural Affairs)、各国政府[1]
- 採用国数 - 160か国。設立当初はヨーロッパ諸国と実施したが、後に世界へ拡大[1]した。
- 管理 - 農務省、教育省、国際教育研究所、 the Council for International Exchange of Scholars[1]
- 設立以来の奨学生数 - 38万人[1]
- 奨学金受給者の同窓会組織は世界各地で65[2]、アメリカの組織「フルブライト同窓会」Fulbright Alumni（英語）は会員と賛助会員1万人[2]で、運営費を巡りロビー活動[3]する。

### フルブライト奨学金
- 大学院留学プログラム
- 大学院博士論文研究プログラム
- 研究員プログラム
- ジャーナリストプログラム
- フルブライトアメリカ研究セミナー
- フルブライト語学アシスタントプログラム (FLTA)

### 評価
第二次世界大戦後の冷戦下でアメリカの、友好国である西側諸国との関係強化と、影響力拡大のために設立されて貢献した、と評価がある。
2025年1月に発足した第2次トランプ政権は、政府の支出見直しと公務員の削減を強力に推進。留学者向けの奨学金も例外ではなく、アメリカ国務省は同年2月13日、15日間にわたってフルブライト奨学金への助成金を停止すると関連団体に通知したが、期限を過ぎた翌月になっても解除されない状況が続いた。

## フルブライト賞
正式名称はJ. William Fulbright Prize for International Understandingで、1993年に設立された。

### 近年の受賞者
- ボノ (2021)
- アンゲラ・メルケル (2018)
- ハンス・ブリックス (2014)
- 国境なき医師団 (2012)
- ビル&メリンダ・ゲイツ財団 (2010)
- デズモンド・ムピロ・ツツ (2008)
- ビル・クリントン (2005)
- コリン・パウエル (2004)
- フェルナンド・エンリケ・カルドーゾ (2003)
- 緒方貞子 (2002)
- コフィー・アナン (2001)
- マルッティ・アハティサーリ (2000)
- メアリー・ロビンソン (1999)
- パトリシオ・エイルウィン (1998)
- ヴァーツラフ・ハヴェル (1997)
- コラソン・アキノ (1996)
- フランツ・ヴラニツキー (1995)
- ジミー・カーター (1994)
- ネルソン・マンデラ (1993)

## 主なフルブライト奨学生
2012年までの60年間で日本人は6,300人。
- 明石康（国際関係学）
- 板津木綿子（歴史学）
- 井川スミス史子(考古学)
- 石井敏（コミュニケーション学）
- 石坂公成（免疫学）
- 石坂照子（免疫学）
- 井上久美（アメリカ研究）
- 印南一路（政策学）
- 鵜飼康東（経済学）
- 大矢英代[6]（ジャーナリズム）
- 上川陽子（法務大臣、外務大臣）
- 河合隼雄（心理学）
- 川岸令和（法学）
- 川島睦保（ジャーナリズム）
- 小柴昌俊（ノーベル物理学賞）
- 小松俊典（言語学）
- 小室直樹 (経済学、心理学、社会学、社会心理学)
- 佐藤哲夫（法学）
- 佐藤倫正（会計学）
- 佐藤隆三（経済学）
- 下村脩（ノーベル化学賞）
- 高橋安人（制御工学）[7]
- 竹蓋幸生（英語教育学）
- 竹村健一（ジャーナリズム）
- 都築忠七（社会思想史学）
- 利根川進（ノーベル生理学・医学賞）
- 苫米地英人（認知科学）
- 中島省吾（会計学）
- 永谷敬三（経済学）
- 本田桂子（経営コンサルタント）
- 沼正作（生化学）
- 根岸英一（ノーベル化学賞）
- 畑光夫（アメリカ文学）
- 原田敬美（建築学）
- 樋口晴彦（経済学）
- 曳野孝（経営学）
- 福島清彦（経済学）
- 藤木英雄（刑事法学）
- 藤原帰一（政治学）
- 穂坂衛（工学）
- 三木谷良一（経済学）
- 宮城啓子（法学）
- 三宅弘人（法学）
- リシ・スナク（経営学[8]）
- ロバートソン黎子（国際関係論）